# كوكي (لاعب كرة قدم، مواليد 1987)
كوكي (بالإسبانية: Coke Andújar)؛ مواليد 26 أبريل 1987 في مدريد، إسبانيا، هو لاعب كرة قدم إسباني يلعب لنادي إشبيلية ومنتخب إسبانيا لكرة القدم فئة الشباب كمدافع.

## الجوائز والإنجازات

### الإنجازات مع النادي أو المنتخب
| النادي أو المنتخب | البطولة                      | مرات الفوز | الأعوام أو المواسم |
| ----------------- | ---------------------------- | ---------- | ------------------ |
| رايو فايكانو      | دوري الدرجة الثالثة الإسباني | 1          | 2007-08            |
| إشبيلية           | الدوري الأوروبي              | 1          | 2013-14            |

## روابط خارجية
- خورخي اندوخار مورينو على موقع الاتحاد الأوربي (الإنجليزية)
- خورخي اندوخار مورينو على موقع قاعدة بيانات كرة القدم.إي يو (الإنجليزية)
- خورخي اندوخار مورينو على موقع Soccerbase.com (لاعب) (الإنجليزية)
- خورخي اندوخار مورينو على موقع Soccerway.com (الإنجليزية)
- خورخي اندوخار مورينو على موقع عالم كرة القدم.نت (الإنجليزية)
- خورخي اندوخار مورينو على موقع AS.com (الإسبانية)